# معاهدة كانانديغوا

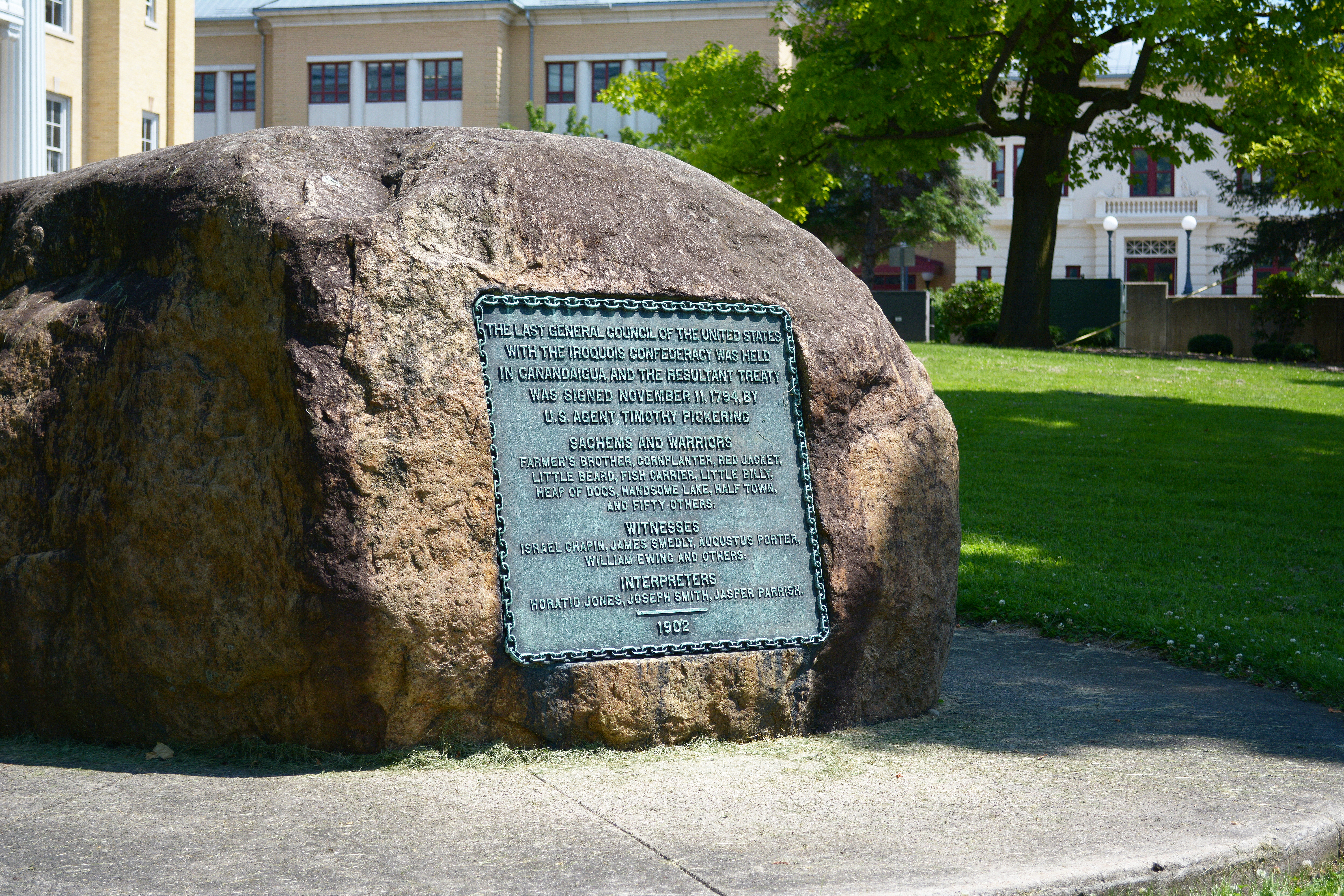
نصب تذكاري لإحياء ذكرى المعاهدة في حديقة محكمة مقاطعة أونتاريو، كاناندايجوا، نيويورك

معاهدة كانانديغوا هي معاهدة وقع عليها بعد الحرب الثورية الأمريكية بين المجلس الكبير للامم الستة ورئيس الولايات المتحدة الأمريكية جورج واشنطن. تم توقيع المعاهدة في كانانديغوا، نيويورك في 11 نوفمبر 1794 من قبل خمسين قائد من الهنود الحمر ورؤساء الحرب يمثلون المجلس الكبير للامم الستة لرابطة الايرويكرا (الهدنوشاوني) الكفوندرالية وهم (الموهوك، أونيدا، أونونداغا، سينيكا، كيجا، توسكارورا) وبين تيموثي بيكرينغ ورئيس الولايات المتحدة الأمريكية جورج واشنطن.

## الخليفة عن المعاهدة
معاهدة كاناديجوا نشأ من مجموعة من التوترات الجيوسياسية. في أعقاب هزيمتها في الحرب الثورية الأمريكية، إنجلترا أجبر على التخلي عن أرضه شرق نهر المسيسيبي في الولايات المتحدة. ومع ذلك، إنجلترا الأصلي حقوق هذا الإقليم غير واضحة، مما تسبب في استياء بين الهدنوشاوني الكونفدرالية، الذين الأراضي ينتمي أصلا. علاوة على ذلك، بعض الشعوب الأصلية في الحدود الغربية من الولايات المتحدة ظلت موالية البريطانية بعد الحرب الثورية الأمريكية وكانت عدائية تجاه الولايات المتحدة. الولايات المتحدة تواجه استياء من الهدنوشاوني الكونفدرالية على قبول من الأراضي في وادي أوهايو من إنجلترا التي تواجه خطر حرب أخرى على الحدود الغربية.
حاولت الولايات المتحدة تحقيق السلام مع الكونفدرالية «الهدنوشاونية» من خلال سلسلة من المؤتمرات والمعاهدات: معاهدات ستانويكس وهارمار. ومع ذلك، اعتبرت كلتا المعاهدتين إخفاقا للحكومة الأمريكية لأنها زادت من حدة التوتر بين الولايات المتحدة والكونفدرالية الهدنوشاونية.
بدأ وزير حرب الولايات المتحدة هنري نوكس عملية عسكرية على الحدود الغربية في أيلول/سبتمبر عام 1790، وعين المفوض الهندي بيكرينغ تيموثي لمعالجة مظالم الكونفدرالية الهدنوشاونية مع حكومة الولايات المتحدة. بيكرينغ اتبع إستراتيجية التوفيق والتسوية، بدءاً بعقد مؤتمر مع جماعة سينيكا من خلال تقديم الهدايا واقتراح السلام بعد المعاهدات الفاشلة في هارمار وستانويكس. وتبع ذلك سلسلة من المؤتمرات، حيث فتح بيكرينغ الحوار بين الكونفدرالية الهدنوشاونية والولايات المتحدة فيما يتعلق بالأراضي التي فقدتها إنجلترا. في تشرين الأول/أكتوبر 1791، كانت الجهود العسكرية في نوكس تفشل من الحدود الغربية، واقترح الاستعانة بالكونفدرالية الهدنوشاونية للقتال نيابة عن الولايات المتحدة. الكونفدرالية الهدنوشاونية، جنبا إلى جنب مع بيكرينغ، رفضت الطلب المتعلق في نوكس، ورفضوا المشاركة في الحرب. وفي عام 1793، اشتعلت العمليات العسكرية على الحدود الغربية وتحولت إلى حرب، وتم تصعيد الوضع في وادي أوهايو
أدى العنف والتوترات الجغرافية السياسية على الحدود الغربية للولايات المتحدة إلى بداية سلسلة من المؤتمرات التي ستؤدي في نهاية المطاف إلى «معاهدة كاناندايجوا». في حزيران/يونيو 1794، اقترحت الكونفدرالية الهدنوشاونية مؤتمرا في بوفالو كريك، والذي رفضت فيه كل من معاهدة هارمار وستانويكس، مما ادى إلى تنازل الولايات المتحدة عن اقليم جماعة السينيكا. وخشية من أن الكونفدرالية الهدنوشاونية ستنضم إلى المعارضة على الحدود الغربية، قامت الولايات المتحدة بعقد أول مؤتمر خاص بمعاهدة كانانديجوا في أيلول/سبتمبر 1794.
بدأ المؤتمر الرسمي لمعاهدة كانانديجوا في 18 أكتوبر 1794، بحضور أكثر من 1500 عضو من الكونفدرالية الهدنوشاونية، وكانت المداولات متوترة في البداية بسبب اختلافات الثقافة والمعتقدات المتعلقة بالمعاهدات. ووفقا للباحث جنتر غرانفيل، «على عكس نظرائهم الآنجلو، اعتقد الهدنوشاونيين ان اتفاقات المعاهدة تحتاج إلى تجديد مستمر وصيانة، كما استخدموا مصطلح 'إشراق سلسلة الصداقة». لعب زعيم سينيكا "Red Jacket" دوراً أساسيا في مساعدة بيكرينغ للتغلب على بعض هذه الاختلافات الأيديولوجية طوال المداولات. «وذكر بيكرينغ أن اتفاقيات السلام تتطلب شيئا واحداً – السلام – ، والخلط في اللغة ما بين اللوم أو الانتقاد يؤدي إلى تعقيد العملية».
وكان آخر الاختلاف الإيديولوجي بين الولايات المتحدة والكونفدرالية الهدنوشاونية أثناء مداولات معاهدة كانانديجوا تخص دور المرأة. حيث انه لم يكن أي تواجد للنساء من قبل المستوطنين الامريكيين للمشاركة في الحوار؛ ومع ذلك، أدرجت الكونفدرالية الهدنوشاونية المرأة، تماشيا مع دورها الكبير في الحكم القبلي. وتؤكد تقارير المؤرخ جوان م. جنسن أن النساء في سينيكا «شاركوا في المفاوضات بشأن معاهدة عام 1974 مع حكومة الولايات المتحدة».